# Кэшань
Кэша́нь (кит. упр. 克山, пиньинь Kèshān) — уезд городского округа Цицикар провинции Хэйлунцзян (КНР). Название уезда происходит от названия расположенного здесь потухшего вулкана Эркэшань.

## История
Уезд Кэшань был образован в 1915 году.
В 1931 году Маньчжурия была оккупирована японскими войсками. В 1932 году было образовано марионеточное государство Маньчжоу-го. В октябре 1933 года властями Маньчжоу-го восточная часть уезда Кэшань была выделена в отдельный уезд Кэдун (克东县).
С августа 1958 года уезд Кэшань находился в составе Специального района Нэньцзян (嫩江专区, впоследствии — Нэньцзянского округа (嫩江地区)), а когда он в 1960—1961 был временно ликвидирован — подчинялся непосредственно Цицикару. Когда в 1985 году Нэньцзянский округ был расформирован, Кэшань стал уездом городского округа Цицикар.

## Административное деление
Уезд Кэшань делится на 6 посёлков и 9 волостей.
| №  | Название | Название (кит.) | Статус  | Население чел. (2010) | На карте                         |
| -- | -------- | --------------- | ------- | --------------------- | -------------------------------- |
| 1  | Кэшань   | 克山镇          | поселок | 70341                 | 48°01′50″ с. ш. 125°52′03″ в. д. |
| 2  | Шуанхэ   | 双河乡          | волость | 30593                 | 47°56′49″ с. ш. 125°53′29″ в. д. |
| 3  | Гучэн    | 古城镇          | поселок | 26218                 | 47°57′46″ с. ш. 125°40′17″ в. д. |
| 4  | Сянхуа   | 向华乡          | волость | 26079                 | 48°09′29″ с. ш. 125°41′43″ в. д. |
| 5  | Хэньань  | 河南乡          | волость | 25640                 | 47°57′57″ с. ш. 126°01′16″ в. д. |
| 6  | Хэбэй    | 河北乡          | волость | 24656                 | 48°06′27″ с. ш. 125°56′01″ в. д. |
| 7  | Сичэн    | 西城镇          | поселок | 23236                 | 48°10′21″ с. ш. 125°28′54″ в. д. |
| 8  | Бэйсин   | 北兴镇          | поселок | 22717                 | 48°28′55″ с. ш. 125°39′21″ в. д. |
| 9  | Сихэ     | 西河镇          | поселок | 22235                 | 48°04′26″ с. ш. 125°33′26″ в. д. |
| 10 | Силянь   | 西联乡          | волость | 19543                 | 48°05′12″ с. ш. 125°18′26″ в. д. |
| 11 | Шугуан   | 曙光乡          | волость | 18769                 | 48°25′12″ с. ш. 125°39′02″ в. д. |
| 12 | Губэй    | 古北乡          | волость | 18690                 | 48°05′31″ с. ш. 125°45′47″ в. д. |
| 13 | Бэйлянь  | 北联镇          | поселок | 18648                 | 48°14′17″ с. ш. 125°39′21″ в. д. |
| 14 | Фачжань  | 发展乡          | волость | 17726                 | 48°11′06″ с. ш. 125°18′57″ в. д. |
| 15 | Сицзянь  | 西建乡          | волость | 17072                 | 48°15′32″ с. ш. 125°32′16″ в. д. |

## Соседние административные единицы
Уезд Кэшань на западе граничит с городским уездом Нэхэ, на юго-западе — с уездом Иань, на юге — с уездом Байцюань, на востоке — с уездом Кэдун, на северо-востоке — с городским округом Хэйхэ.